# Специална педагогика
Специалната педагогика е клон от педагогиката, посветен на обучението на хора със специални нужди: от една страна с трудности в процеса на ученето, с моторни и сетивни нарушения, с интелектуална недостатъчност или проблемно развитие, а от друга страна – с изключителни способности, които не са характерни за тяхната календарна възраст.
В България през миналия век, както и в много европейски страни, се наблюдава преминаване през различни понятия: рехабилитационна педагогика, дефектология, корекционна педагогика, специална педагогика или специално образование.

## Направления
Още през 30-те години на XX век се оформят и обосновават 6 основни направления (клонове) на дефектологията:
- сурдопедагогика – слухови нарушения
- тифлопедагогика – зрителни увреждания
- олигофренопедагогика – интелектуална недостатъчност
- логопедия – гласови нарушения
- соматопедия – физически увреждания
- етопедия – поведенчески отклонения

(В някои страни от бившия СССР, както и в целия „социалистически лагер“ се е приемало, че науката логопедия също е част от специалната педагогика, тогава наричана „дефектология“. Според А. Георгиева, при смяната на системата и с присъединяването ни към ЕС, логопедията в съответствие с научните тенденции в повечето развити страни би следвало да се разглежда като парамедицинска наука, която не е част от специалната педагогика.)

## Разпространение
Разпространение на различните увреждания, обект на специалната педагогика.
Интелектуална недостатъчност: 11% от учениците в САЩ получават специално обучение и 1% от всички деца на училищна възраст са диагностицирани с „интелектуална недостатъчност“.
Три на всеки 100 души в САЩ имат умствена изостаналост. Едно на всеки 10 деца, които са обект на специални педагогически грижи, имат някаква форма на умствено изоставане.
Обучителните трудности са най-значителната категория от децата, обект на Специалната педагогика в САЩ – почти 50 процента от учениците, получаващи специални педагогически грижи. Според Министерството на образованието на САЩ, 5,7 % от популацията в училищна възраст имат обучителни трудности.
- Четене: Повече от половината ученици с обучителни трудности в САЩ имат проблеми с четенето.
- Математика: Около една четвърт от учениците с обучителни трудности в САЩ имат проблеми с математиката.
- Писане: Много ученици с обучителни трудности показват проблеми с писането, включително правописа, ръкописното писмо и писането на есета. Много от учениците с обучителни трудности имат проблеми с устното си изразяване.[5]

Говорни и езикови нарушения: с 20% от учениците, обект на Специалната педагогика в САЩ, се работи върху говорни и езикови проблеми. Повече от 50% от всички деца в предучилищна възраст (3 – 4 годишни) получават специална педагогическа помощ за говорни и езикови нарушения.
Изчислено е, че 1 на всеки 10 души в САЩ има някакви комуникативни нарушения, включително говорни, езикови или слухови.
Слухови проблеми: два процента от учениците в Съединените Американски щати получават специални педагогически грижи и 0.11 от всички деца в училищна възраст са със слухови нарушения и са обект на специално обучение. Едно на всеки 22 деца, родени в САЩ, има някаква степен на слухови нарушения и едно на всеки 1000 деца има сериозни слухови увреждания.
Зрителни затруднения: 0,4% от учениците, обект на специални педагогически грижи в САЩ, са със зрителни затруднения.
Сериозни зрителни увреждания /официално или тотално слепи/ се срещат рядко: 0.06 на 1000.